# Ford Model C (UK / D)
La Ford Model C è un'autovettura di fascia media proposta dal 1934 al 1937 dalla Casa automobilistica statunitense Ford esclusivamente per il mercato britannico e quello tedesco.

## Profilo
La Ford Model C fu lanciata nel 1934 per il mercato anglosassone e quello tedesco e si proponeva come la versione di lusso della Ford Model Y, rispetto alla quale andava quindi a posizionarsi più in alto e dalla quale si differenziava prima di tutto per il motore, un 4 cilindri da 1172 cm³, in grado di erogare 34 CV di potenza massima. Il nome derivava da quello utilizzato per la Model C commercializzata negli Stati Uniti tra il 1904 ed il 1905. Nel 1935 vi fu un restyling, ed il modello prese ad essere chiamato CX. La produzione andò avanti parallelamente in Germania e in Gran Bretagna fino al 1937: in quell'anno, la vettura fu sottoposta ad aggiornamenti diversificati da un Paese all'altro, aggiornamenti che diedero origine a due vetture diverse. Quella inglese fu denominata 7W, mentre per il mercato tedesco già da un paio di anni era in commercio la Eifel, che aveva raccolto a suo tempo anche l'eredità della Ford Köln.